# Dizenterija
Dizenterija je zarazna bolest čiji simptomi se očituju u teškom proljevu pri čemu izmet sadržava krv. Inkubacija bolesti traje jedan do dva dana nakon čega se javljaju grčevi u trbuhu, temperatura i jaki proljev.
Postoje dva tipa dizenterija: šigeloza i amebna dizenterija.
Predstavlja jednu od najzaraznijih bolesti.
Dizenterija se liječi nadomještanjem tekućine i elektrolita te antibioticima (najčešće se koriste tetraciklini, kloramfenikol ili sulfametoksazol trimetoprim).
Smrtnost obično iznosi 5-15 % zaraženih, najviše među djecom, starijim i pothranjenim osobama.